# 高松市立中央公園
高松市立中央公園（たかまつしりつちゅうおうこうえん）は、香川県高松市番町一丁目にある高松市立の都市公園である。

## 概要
高松市中心部に位置し、中央通り、菊池寛通りと高松市役所に面している。総面積は34,155m2で地下には高松市立地下駐車場がある。一年を通してさぬき高松まつりや高松冬のまつりをはじめとする様々な大規模イベントが開催される。公園内には香川県出身の偉人の銅像をはじめ、芸術家によるアート作品が数多く建立されている。
2006年（平成18年）4月1日から管理運営業務を指定管理者「香川県造園事業協同組合」に委託している。 

## 歴史
敷地は戦前まで、1588年に高松城築城と同時に宇多津から移転してきた浄願寺の敷地であった。1945年7月4日の高松空襲で寺院は全焼したため、跡地は1946年に戦災復興土地区画整理事業により都市公園用地として確保されたが、実際には野球場建設地になり、1947年5月1日に高松市立中央球場が開場した。1968年9月1日には地下部分に高松市立中央駐車場の供用が開始される。
1982年、高松市西部に新野球場（香川県営野球場）が整備されたのに伴い、4月17日に地上部分の高松市立中央球場は閉場、後に撤去された。敷地は本来の用途である都市公園として整備され、1985年6月に高松市立中央公園が完成、1986年4月5日に全面オープン。

## 主な施設

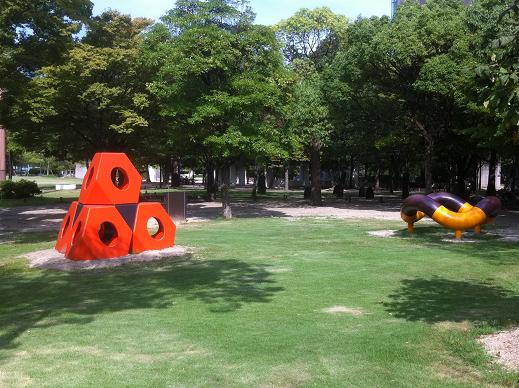
PLAY SCULPTUREとOCTETRA（イサム・ノグチ考案遊具）

- 自由広場 - 公園の中心に位置する芝生広場
- こかげ広場
- 石の広場 - 屋外ステージ、池、滝がある
- ちびっこ広場 - ジャングルジム等の遊具がある
- 四季の道
- 時計台
- 芸術作品（彫刻）
- 香川県（讃岐国）出身者の銅像

| - 水原茂 - 三原脩 - 菊池寛 | - 国東照太 - 玉楮象谷 - 小河謙三郎 |

菊池寛
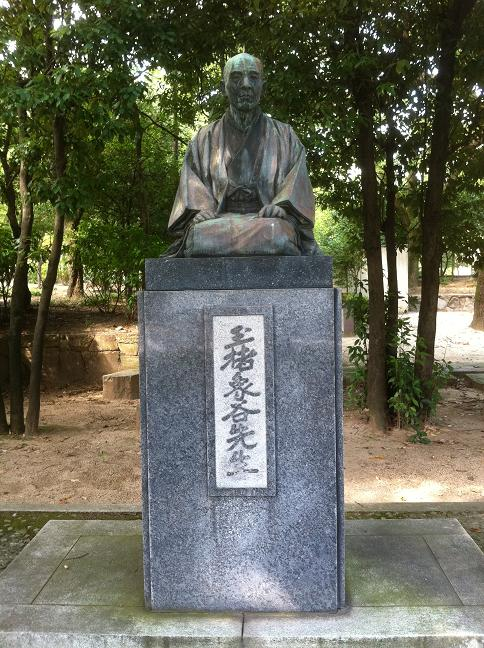
玉楮象谷
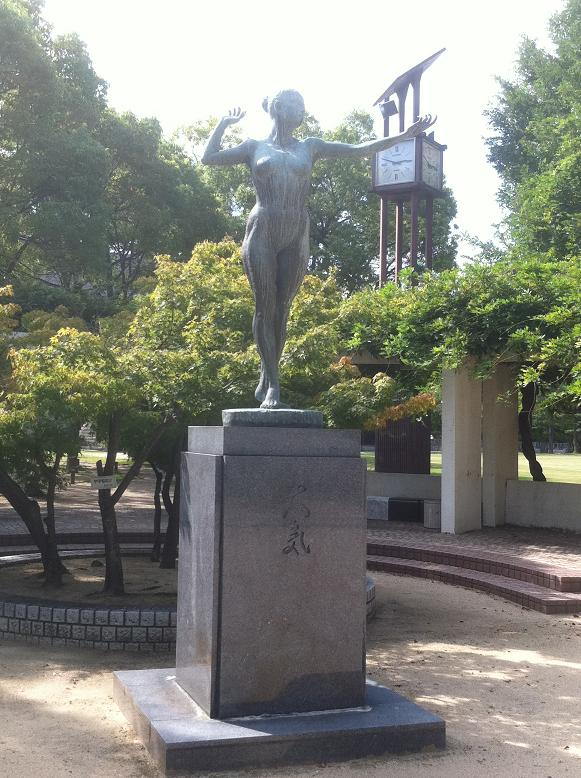
大気（池川直）

### 女児裸婦像の移設撤去
2025年8月、園内に設置されている女児の裸像『女の子・二人』の撤去が報道され、物議を醸した。
当該作品は、1931年生まれの彫刻家である阿部誠一が彫刻したものである。1988年「瀬戸大橋架橋記念野外彫刻展」に出品し、1989年10月2日に「高松ライオンズクラブ」が結成25周年を記念して市に寄贈、園内に設置された。高松ライオンズクラブは2025年3月に解散した。同年8月下旬、園内再整備に伴い像を撤去すると発表された。
当該作品は、等身大の小学生ほどの女児二人が向かい合う姿の像である。写実的な作風の裸婦像で、第二次性徴の中にある乳房や女性器のスリットなども細かに造形されている。設置場所は、2025年8月時点では「こかげ広場」と称されていたゾーンである。園全体には31体の像があり、うち人間の男性像は全て着衣であるが、女性像は全て全裸である。
園内の裸婦像のうち小児をモチーフにしているのは当該作品だけであり、2023年からの再整備計画に向けての有識者会合で、「時代にそぐわないモニュメントがある」と指摘されていた。再整備に向けての近隣小学校児童との意見交換回では「裸の銅像を無くしてほしい」との回答があった。
パブリックコメントには「公園内に置かれている彫刻を外国人の知人と見て回った
際、男はすべて業績により作成された人物で衣服を着ているが、女はすべて無名で裸であると指摘され、恥ずかしい思いをしました。原案に加えて平和の群像などの裸の女性像はすべて撤去してください。あるいは衣服を着た女性の像を男性の彫刻と同じ数だけ設置してください。それにより、今後のジェンダー平等社会で数十年間は耐えられる公園になります」と投稿された。市は「公園内にあるモニュメントは、数十年前に設置されたものが多く、その表現内容が一部時代に
そぐわないものもあると存じますので、再整備に併せて、関係者に御意見を伺いながら、撤去や移設等を検討してまいりたいと存じます」と返答していた。
校外学習で訪れた小学生からは「見ていて恥ずかしくなる」との意見があった。
市は、「人々の価値観が変化しており、児童の裸像を公共空間で不特定多数が目にするのは望ましくない」と、再整備工事に伴い撤去を決定した。他の成人らしき裸婦像は残置される。「以前から『見たくない』『目に入ると恥ずかしい』といった意見もあったため、どこに移設するのかがまだ決まらない」という。高松市公園緑地課長の男性は、設置時には「その時の美術の流行」で反対意見はなかったが、現在では「"少女の裸が刺激的では”という意見が多い」と語った。
当該作品の設置されていたゾーン「こかげ広場」は、再整備後には「みんなのひろば」と名称を改め、既存のイサム・ノグチの遊具は残したまま、障害を持った児童でも楽しむことの出来るインクルーシブ遊具を設置する予定。
撤去報道時に94歳となる作者の阿部誠一は、発表まで市から撤去について報告を受けていなかった。撤去について以下のようにコメントした。
- 「裸像はみずみずしい命そのもので、橋で成長する四国・本州地域の美しさを表現した。園内に残すべきだと思う」[1]
- 「（作品は）海峡を挟んでお互いが呼びかけている。幼い子は成長していく、地域が成長するということに引っかけているんです」[9]
- 「”女性の体を卑しいや恥ずかしい”ということには抗議したい。着物（服）は階級を表す。肉体を隠して自分を飾っている。私はそうじゃない、人間は生まれたそのままの姿が成長して色気が出てくる姿が美しい、何よりも美しい」」[9]
- 「男性よりも小さな体でもう一つの個体を宿して、苦痛を耐えて産んで、こんな生命力のある体はないですよ」[9]
- 「地域の発展を願った銅像なのに、なぜ移転するのか。そのまま残してほしい」[11]

## 交通
高松市中心部に位置しているため、徒歩、バス、電車などあらゆる交通の利用が可能である。
- ことでんバス - 五番町バス停、県庁通りバス停（東方面の路線のみ）
- 高速バス各社（夜行便は停車しない） - 県庁通りバス停
- 高松琴平電気鉄道 - 瓦町駅

## 周辺
| - 高松中央商店街 - 香川県庁 - 高松市役所 - 高松北警察署番町交番 | - 高松赤十字病院 - 香川県立高松高等学校 - 香川県国際交流会館 |